# Maria Lluïsa Ponsa
Maria Lluïsa Ponsa i Bassas (Barcelona, España, 10 de febrero de 1875 - 7 de febrero de 1919) fue una compositora, pianista y escritora española.

## Biografía
Maria Lluïsa Ponsa fue hija de Esteban Ponsa, profesor de música. Desde muy temprana edad, Maria Lluïsa se sintió atraída por la música y estudió en la Academia de Esmeralda Cervantes para acabar siendo discípula de Isaac Albéniz y de Arthur Rubinstein. Cuando cumplió diez años se marchó hacia París becada por el Ayuntamiento de Barcelona a estudiar en el Conservatorio con Antoine François Marmontel, profesor de piano en esta institución y compositor. La estancia en París duró siete años, donde consiguió, además de los premios del Conservatorio, el Gran Diploma de Honor al Concurso del Instituto Musical de París. Marmontel, en una carta dirigida a Felipe Pedrell –compositor y musicólogo catalán– habla de Maria Lluïsa Ponsa cómo de una gran artista. Al volver a Barcelona realizó los primeros conciertos en los teatros Principal, Romea y Lírico, siempre con gran éxito.
Casada de muy joven con un comerciante de apellido Ascarons, no dejó nunca la música a pesar de tener tres hijas y de que en esta época se prefería que las mujeres no trabajaran. Carme Karr en la necrológica que le escribió en La Vanguardia en 1919 la calificó de feminista.
Maria Lluïsa fundó el Instituto Musical de Barcelona donde daba clases de música de forma benéfica para niños que no lo podían pagar. Fue colaboradora de Feminal y Catalana, revistas que reivindicaban los derechos de las mujeres. Como escritora, ganó varios premios en los Juegos Florales. Estaba a punto de editar su Suite española para piano cuando murió de una neumonía el 7 de febrero de 1919. Como compositora usaba el pseudónimo M. L. De Orsay.